# Улица Маяковского (Павловск)
Улица Маяко́вского — улица в городе Павловске (Пушкинский район Санкт-Петербурга). Проходит от улицы Круглый Пруд за Социалистическую улицу.
Наименована в 1960-х годах в честь поэта и драматурга В. В. Маяковского.
Вдоль улицы Маяковского расположены огородничества. Поэтому она представляет собой грунтовку с двумя колеями. По улице числятся только два дома — 1 и 1а.